# Eupithecia albiceps
Eupithecia albiceps là một loài bướm đêm trong họ Geometridae.